# Michel Gyarmathy
Michel Gyarmathy, en hongrois Mihály Gyarmathy (nom de naissance : Miklós Ehrenfeld jusqu'en 1946), est un costumier et scénographe hongrois, peintre, graphiste, poète, metteur en scène de théâtre né à Balassagyarmat (Autriche-Hongrie) le 8 janvier 1908 et mort à Paris le 30 octobre 1996.

## Biographie
Michel Gyarmathy est le fils de  Saul Ehrenfeld, propriétaire d'une usine laitière à Balassagyarmat, et Mária Brack. Après des études au lycée de Balassagyarmat, il a déménagé à Budapest. Jusqu'en 1929, il fait des études à l'Académie royale hongroise des arts appliqués où il étudie la céramique, puis le graphisme et la scénographie.
La carrière de Michel Gyarmathy a débuté au Théâtre Király de Budapest, puis au théâtre d'opérette de Budapest. Il a été associé à la conception du décor de l'opérette Maya de Szabolcs Fényes. Sur la suggestion de la chanteuse d'opéra Hanna Honthy, qui lui a fait remarquer qu'il ne pouvait réussir avec son nom, il l'a changé pour adopter celui de sa ville natale et se fait appeler Miklós E. Gyarmathy.
En 1933, il émigre à Paris et devient metteur en scène, costumier et directeur technique de la revue-théâtre des Folies Bergère, dans laquelle apparaissent, entre autres, Joséphine Baker, Maurice Chevalier et Marlène Charell.
À partir de 1959, il dirige une production des Folies Bergère à Las Vegas, Direct from Paris à l'hôtel Tropicana.
Le réalisateur, connu en France sous le nom de Monsieur Michel, a également publié des poèmes qui évoquent à plusieurs reprises son ancienne patrie, la Hongrie, ou ses anciens amis et relations amoureuses. ("Mosolyok és könnyek" traduit grossièrement : "Sourires et larmes"; Paris 1970).
Il est décédé à Paris le 30 octobre 1996. Conformément à ses vœux, il a été inhumé à côté de son père, à Balassagyarmat, le 14 novembre 1996.

## Anecdote
Gyarmathy savait à quel point Maurice Chevalier était avare. A l'occasion de l'anniversaire de Chevalier, il entra dans un petit magasin pour acheter un ensemble coûteux de bouteilles de champagne et de verres et dit au propriétaire juif : « Moishele, je te donne 20 francs. Rendez cela au Chevalier s'il vient ici et demande une consigne de bouteille. Après quelques jours, Chevalier était effectivement dans le magasin et a exigé la consigne.